# ولادیمیر کلیچکو
ولادیمیر کلیچکو (به انگلیسی: Wladimir Klitschko)
،مشت‌زن اوکراینی، قهرمان سابق بوکس حرفه‌ای سنگین‌وزن جهان در ارگان‌های WBA, IBF, WBO و IBOاست. وی در مبارزه با تایسون فیوری انگلستانی در هفتم آذر ۱۳۹۴با شکست در امتیازات بعد از دوازده راند؛ تمامی افتخاراتش را به وی داد تا بعد از ۱۱ سال رکورد شکست ناپذیری ،نتواند برای نوزدهمین بار از عناوین خود دفاع کند. کلیچکودر بازیهای المپیک تابستانی سال ۱۹۹۶ در آتلانتا موفق به کسب مدال طلای بوکس رده فوق سنگین‌وزن شد. برادر بزرگتر وی ویتالی کلیچکو، قهرمان سابق دسته سنگین‌وزن در ارگان WBC است.
وی دکترای تربیت بدنی دارد. ولادیمیر کلیچکو در مسابقه با آنتونی جاشوا در راند یازده ناک‌اوت شد.

## دوران حرفه‌ای

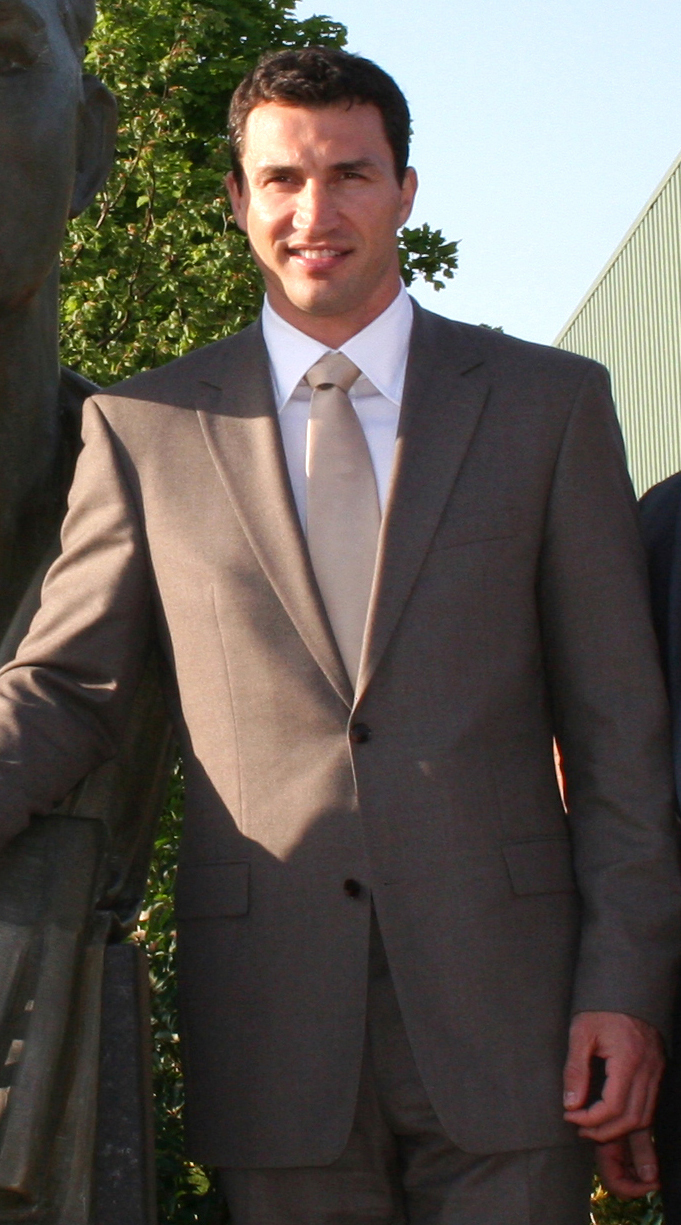
ولادیمیر کلیچکو - آلمان - ۲۰۱۰

ولادیمیر کلیچکو در آوریل سال ۲۰۰۶ با شکست کریس برد (Chris Byrd) موفق به دریافت کمربندهای قهرمانی IBF و IBO شد. وی در فوریه سال ۲۰۰۸ با شکست قهرمان روسی WBO، سلطان ابراهیمف (Sultan Ibragimov)، در ورزشگاه مدیسن اسکوئر گاردن تعداد کمربندهای جهانی خود را به عدد سه رساند. در ژوئیه سال ۲۰۱۱ با غلبه بر دیوید هی (David Haye) کمربند ارزشمند WBA را نیز به تالار افتخارات خود اضافه کرد.